# Dalal Bruchmann
Dalal Bruchmann (30 de abril de 1990) es una cantante, música y actriz austríaca. Es conocida por su actuación en los programas de televisión Die Geschworene y SOKO Donau. Su antecesor Franz von Bruchmann era un letrista de Franz Schubert.
Su sencillo debut "Taste the Night" fue lanzado digitalmente en 2011, incluyendo remixes de Tony Moran. Se rodó un video en Los Ángeles y se estrenó en AOL Music el mismo año. Después de ser subido a YouTube, el video fue visto más de 1,2 millones de veces, lo que lo convirtió en uno de los videos más vistos durante ese período.
Bruchmann presentó "Taste The Night" en la Semana de la Moda de Nueva York 2012, la Semana de la Moda Couture en Nueva York y el Fender Music Lodge en el Festival de Cine de Sundance.
En 2014, Bruchmann lanzó el sencillo "Suddenly". La canción se emitió en las radios en los Estados Unidos, Australia, Canadá, el Reino Unido y Alemania. Su sencillo "Superman" fue escrito con Nate "Impact" Jolley para la película Hair: A Documentary. La canción más tarde fue nominada para un premio Hollywood Music in Media en la categoría 'Mejor canción - Documental'.

## Filmografía
| Año  | Película          | Rol     | Notas       |
| ---- | ----------------- | ------- | ----------- |
| 2007 | Die Geschworene   | Daniela | 1 episodio  |
|      | SOKO Donau        | Lisa    | 2 episodios |
| 2011 | Into the Darkness | Katelyn |             |